# Артефакт (археология)
Артефакт е общ термин за предмет, направен или придаден от хора като инструмент или произведение на изкуството, особено обект от археологически интерес. В археологията думата се е превърнала в термин с особен нюанс и се определя като обект, възстановен чрез археологически усилия, който може да е културен артефакт с културен интерес.
„Артефакт“ е общият термин, използван в археологията, докато в музеите еквивалентният общ термин обикновено е „обект“, а в историята на изкуството може би „произведение на изкуството“ или по-специфичен (конкретен) термин като „дърворезба“. Един и същи обект може да бъде наречен с всеки от тези термини в различен контекст, като по-специфичните термини ще се използват, когато се говори за отделни обекти или групи от подобни.
Артефактите съществуват в много различни форми и понякога могат да бъдат объркани с екофакти (органичен материал, открит на археологически обект) и „характеристика“ (колекция от един или повече контексти, представящи някаква човешка непреносима дейност, като огнище или стена); и трите понякога могат да бъдат намерени заедно на археологически обекти. Те могат да съществуват и в различни видове контекст в зависимост от процесите, които са действали върху тях с течение на времето. Провеждат се разнообразни анализи на артефакти и предоставяне на информация за тях. Процесът на анализ на артефакти чрез научна археология обаче може да бъде възпрепятстван от плячкосването и събирането на артефакти, което предизвиква етичен дебат.

## Контекст
Артефактите могат да са съпроводени с всеки археологически контекст или източник като:
- Погребани заедно с тяло
- От която и да е „характеристика“, напр. като старо сметище за битови отпадъци или друга домашна обстановка
- Оброчно депозиране – един или повече предмети, изложени или депозирани, без намерение за възстановяване или използване, на свещено място за религиозни цели
- Съкровища

Примерите включват каменни инструменти, керамични съдове, метални предмети като оръжия и предмети от лична украса като копчета, бижута и дрехи. Костите, които показват признаци на човешка модификация, също са примери.
Природните обекти като пожар, напукани скали от огнище или растителен материал, използван за храна, се класифицират от археолозите по-скоро като екофакти, отколкото като артефакти.
Артефактите съществуват в резултат на поведенчески и трансформационни процеси. Процесът на поведение включва придобиване на суровини, производството им за конкретна цел и след това изхвърляне след употреба. Трансформационните процеси започват в края на поведенческите процеси; това е, когато артефактът се променя от природата и/или хората, след като е бил депозиран. И двата процеса са важни фактори за оценка на контекста на артефакт.

## Галерия
- Артефакти от Панагюрското съкровище – амфора-ритон, фиала и ритони
- Пръстен от Езерово, с надпис от V век пр. н.е., открит през 1912 г. край село Езерово
- Лъжица за кръстоносния период от 1017 г., намерена при археологически разкопки на Tursiannotko в Pirkkala, Финландия
- Ръчни каменни брадви от Либия и Алжир